# Ammophila (planta)
Ammophila es un género de plantas perennes de la familia Poaceae. Comprende 13 especies descritas y de estas, solo 4 aceptadas.

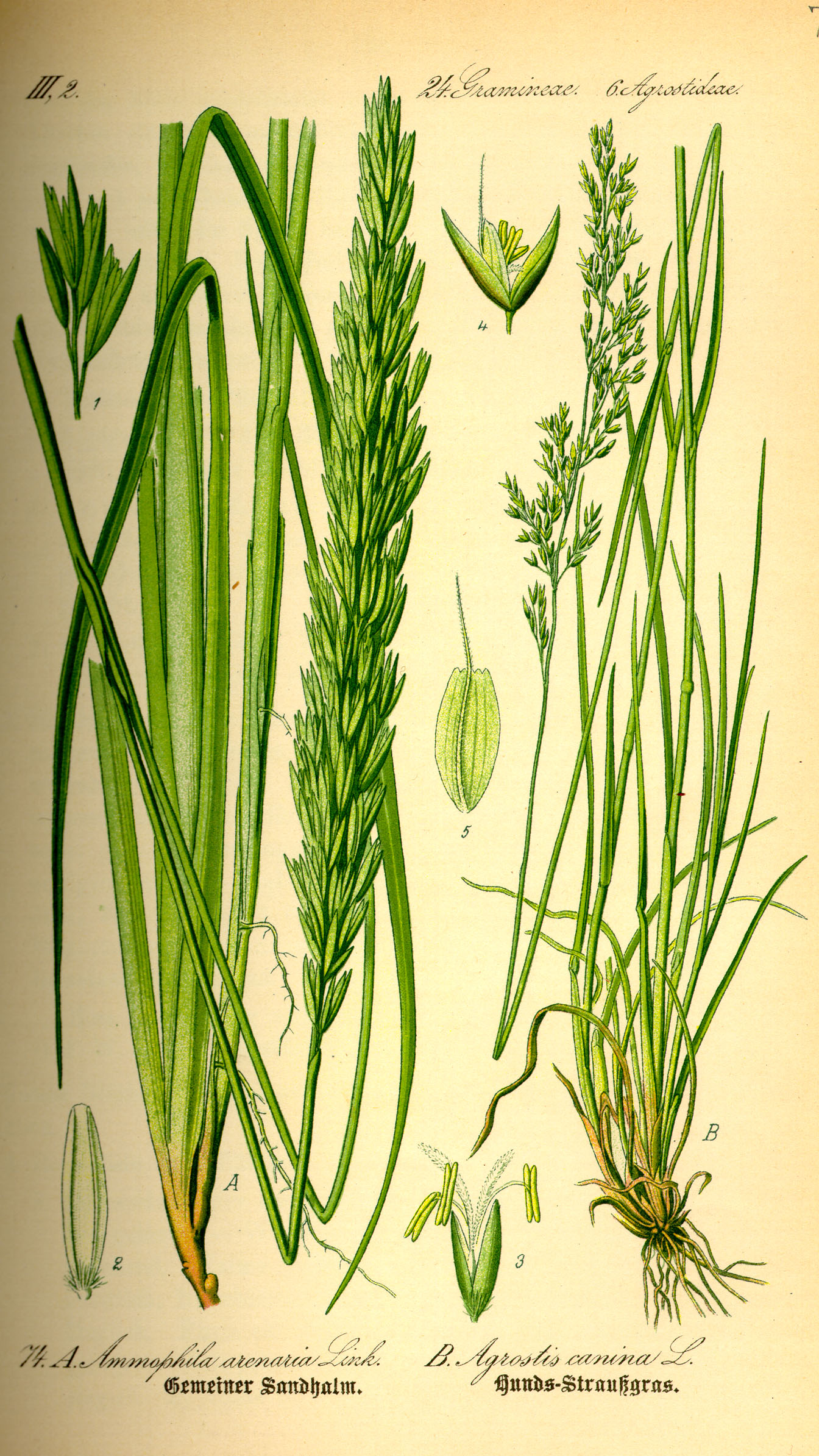
Ammophila arenaria (izq.) y Agrostis (der.).

## Descripción
Tiene rizomas largos. Los culmos erecto, o geniculados ascendentes; de 5 a 12 dm de long. Lígula con membrana eciliada. La inflorescencia es un panículo espiciforme. Glumas persistentes; tres anteras. Ovario glabro. El fruto es un cariopse con pericarpio adherido; obovoide. Hilo lineal.

## Distribución
Se distribuye panclimáticamente en Europa, África, Asia templada, o Australasia, Norteamérica, Sudamérica, Antártida. 

## Taxonomía
El género fue descrito por Michel Adanson y publicado en Icones et Descriptiones Graminum Austriacorum 4: 24. 1809. La especie tipo es: Ammophila arenaria (L.) Link
Etimología
Ammophila: nombre genérico que deriva de las palabras del griego antiguo Ammos (ἄμμος), que significa "arena", y phila (ϕιλος), que significa "amor".

## Especies aceptadas
A continuación se brinda un listado de las especies del género Ammophila aceptadas hasta noviembre de 2013, ordenadas alfabéticamente. Para cada una se indica el nombre binomial seguido del autor, abreviado según las convenciones y usos.
- Ammophila arenaria (L.) Link
- Ammophila baltica
- Ammophila breviligulata Fernald
- Ammophila champlainensis F.Seym.